# Daporijo
Daporijo (en hindi: दपोरिजो ) es una localidad de la India, centro administrativo del distrito de Alto Subansiri, estado de Arunachal Pradesh.

## Geografía
Se encuentra a una altitud de 184 m s. n. m. a 255 km de la capital estatal, Itanagar, en la zona horaria UTC +5:30.

## Demografía
Según estimación 2010 contaba con una población de 18 952 habitantes.